# Ligne B du tramway de Brest
Pour un article plus général, voir Tramway de Brest.
La ligne B du tramway de Brest est une future ligne de tramway desservant la ville de Brest, qui devrait être mise en service en février 2026. Longue de 5,1 km, la ligne reliera la gare de Brest au sud à l'hôpital de la Cavale-Blanche au nord.

## Histoire

### Premières études
La ville de Brest s'est dotée de sa première ligne en 2012.

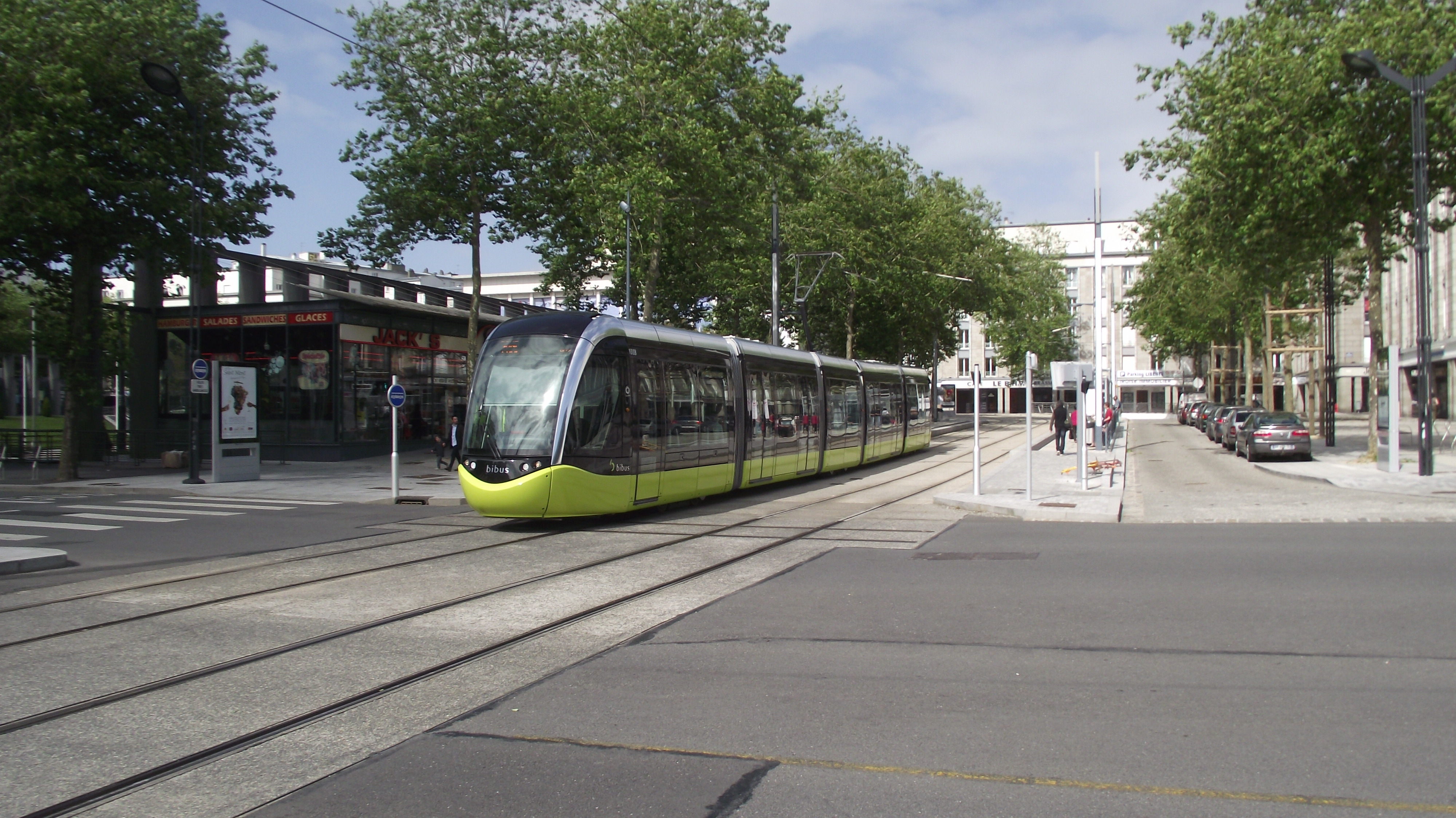
Une rame passant sur le croisement posé en prévision de la ligne B.

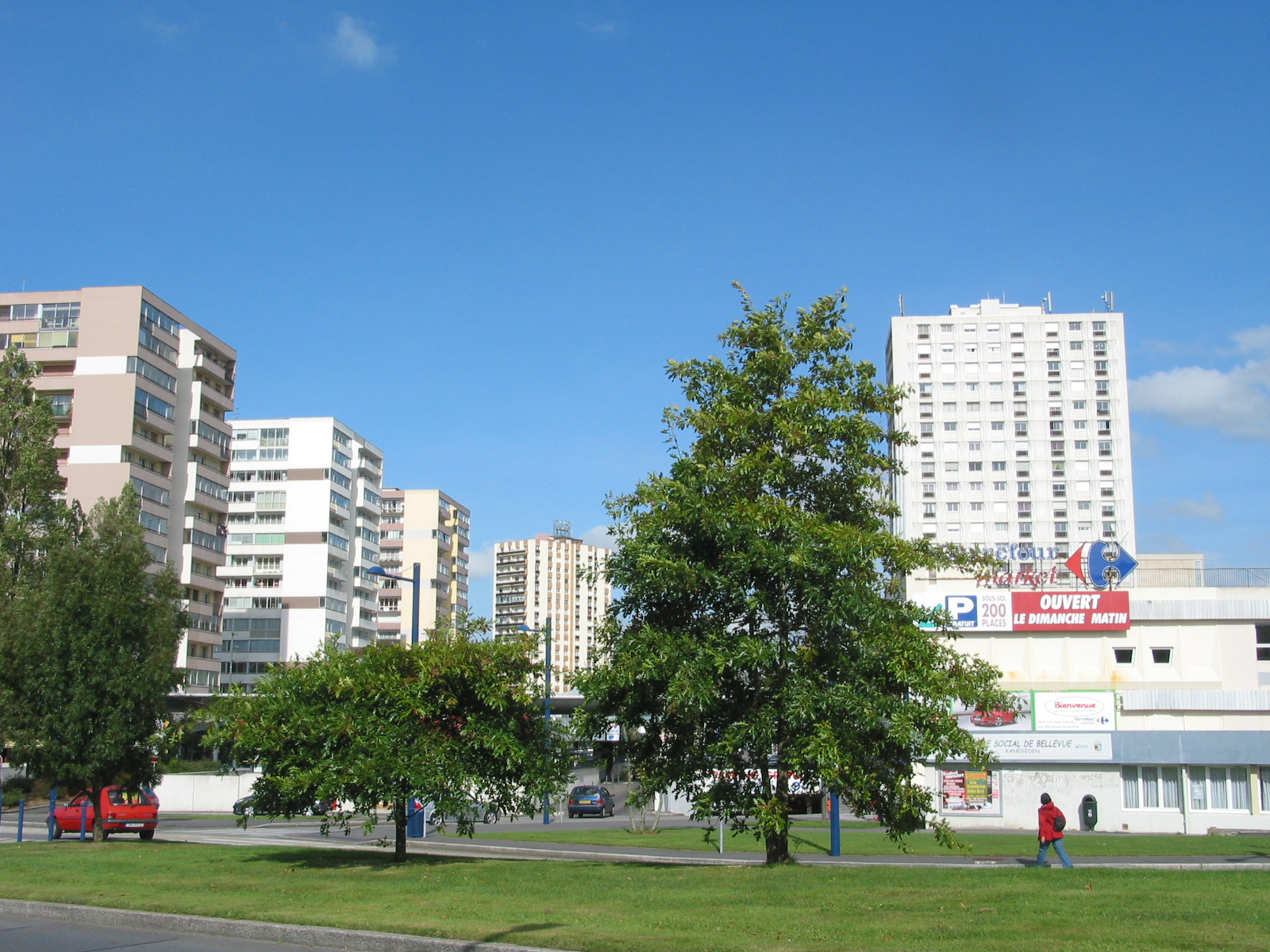
L'avenue de Tarente, axe principal du quartier de Bellevue que la ligne B desservira.

En septembre 2009, le maire François Cuillandre se déclare « persuadé que le tramway sera plébiscité dès sa mise en service et que la demande d’une deuxième ligne sera immédiate ». Le croisement de cette ligne avec la ligne A place de la Liberté a été anticipé dès la construction de cette dernière, tout comme son raccordement via une voie de service grâce à la pose d'une aiguille, qui permettrait aussi bien aux rames de rentrer au dépôt que d'effectuer des navettes entre la gare et la place de Strasbourg les soirs de match au stade Francis-Le Blé,. La ligne, envisagée dès 2003, serait en partie financée par une réserve constituée en partie durant la construction de la première ligne grâce à la hausse du versement transport effectuée à la fin des années 2000. Cette seconde ligne est notamment réclamée par l'université de Bretagne-Occidentale.
En 2010 il a été évoqué de construire cette ligne sous la forme d'un tram-train qui une fois arrivé au port de commerce, selon le tracé alors étudié, aurait continué sur les voies SNCF jusqu'au Relecq-Kerhuon voire jusqu'à Landerneau ou Morlaix, uniquement si Brest métropole trouve un accord avec le conseil départemental du Finistère.
En novembre 2011, une étude menée par Egis Rail et le cabinet d'architectes Atelier de l'île définit deux tracés possibles, comprenant un trajet commun de 3,9 km entre le rond-point du gaz, au port de commerce, la gare, la place de la Liberté et la place Albert-1er. De ce point se séparent deux hypothèses : l'axe Bellevue long de 3,7 km, jusqu'à l'hôpital de la Cavale blanche par l'axe nord-sud emprunté par les bus, permettant à plus long terme de créer une branche à voie unique vers Guilers ou l'axe Lambézellec long de 3,2 km, via le boulevard Léon-Blum avant de se diriger vers la zone d'activités de Loscoat. Cette étude inclut elle aussi un tram-train, entre la gare de Brest et celle du Relecq-Kerhuon, qui serait alors déplacée, et qui pourrait avoir une branche en direction de Plougastel-Daoulas qui nécessiterait de construire un nouveau pont au-dessus de l'Élorn.
En 2014, elle est estimée pour un coût de 130 millions d'euros pour un trajet d'environ 5 km au départ de la gare, le tronçon jusqu'au rond-point du Gaz n'étant plus à l'ordre du jour. Elle pourrait compter jusqu'à 15 rames en service, le dépôt construit pour la ligne A ayant été calibré en conséquence. L'hypothèse de la construire sous la forme d'un bus à haut niveau de service n'est toutefois pas écartée.

### Choix du tracé
En octobre 2015 le choix du tracé est arrêté, le trajet reliant la gare SNCF à l'hôpital de la Cavale blanche par la place Albert-1er, le Bouguen où se situe l'université de Bretagne-Occidentale et le quartier de Bellevue, soit approximativement l'itinéraire de l'actuelle ligne de bus no 1, est retenu. L'hypothèse vers Lambézellec a été écartée en raison de la difficulté d'intégrer un tramway sur ce tracé, en particulier entre la place Albert-1er et le boulevard Léon-Blum. Les études, financées à hauteur de 7,5 millions d'euros, se poursuivront jusqu'en 2020 pour une mise en service à l'horizon 2025.
En février 2018, François Cuillandre confirme que cette ligne sera réalisée sous forme d'un tramway et confirme le tracé Gare-Cavale blanche, mais souhaite un passage par la rue du Duc-d'Aumale au lieu de l'avenue de Tarente, afin d'associer au tramway la rénovation urbaine du quartier comme avec la ligne A à Pontanézen. Le point le plus sensible du tracé en termes d'intégration de la ligne, le pont de la Villeneuve enjambant la Penfeld et permettant d'accéder à l'hôpital de la Cavale blanche, serait emprunté en voie unique afin de laisser deux voies pour la circulation automobile, l'élargissement de l'ouvrage ayant été écarté. Le mois suivant, Yohann Nédélec, vice-président de Brest Métropole, le contredit aussi bien sur le choix du mode de transport que du tracé et que tout sera décidé début 2020 ; dans le cas d'un tracé en direction de la Cavale blanche, trois variantes sont étudiées dans le quartier de Bellevue. Enfin, le sujet du pont Schuman reste à trancher : les élus devront décider, en fonction « [d']études approfondies » si le tram utilisera l'ouvrage existant ou un nouveau pont. Le terminus à la gare pourrait se faire le long du Boulevard Gambetta à la place des anciens entrepôts de la Sernam, site acheté par Brest Métropole en 2008 dans l'hypothèse de la création d'un tram-train vers le pays de Brest, « projet qui n’est pas enterré. Mais qui, s’il voit le jour, est bien plus lointain dans le calendrier ».
En novembre 2018, François Cuillandre réaffirme que la seconde ligne de tramway reliera la gare à l'hôpital de la Cavale Blanche et que l'axe vers Lambézellec est inadapté pour un tramway ; il annonce à la place la création d'une ligne de bus à haut niveau de service,,.
Concernant la problématique du pont Schuman, l'hypothèse de la voie unique sur l'ouvrage existant semble abandonnée au profit de la création d'un nouveau pont, les études montrant que les deux hypothèses coûteraient le même prix, soit 7 à 10 millions d'euros.

### Concertation publique
La concertation au sujet de la création d'une ligne B — et de la ligne de BHNS, baptisée ligne D — a lieu du 29 avril au 14 juillet 2019. Celle-ci porte notamment sur le tracé à donner à la future ligne dans le quartier de Bellevue, parmi les trois options proposées suivantes, :
- Tracé de référence : par Kergoat et les rues Général-Baratier et Duc-d'Aumale notamment ;
- Variante du tracé précédent à Kergoat, dans l'hypothèse de la démolition de l'immeuble de la rue du Général-Faidherbe ;
- Variante par l'avenue Victor-Le Gorgeu et le boulevard de l'Europe, qui contourne le quartier contrairement aux deux autres qui suivent peu ou prou le tracé de la ligne de bus 1.

Le coût global de construction de cette ligne B longue de 5,1 km, d'une ligne de BHNS de 4,3 km de long jusqu'à Lambézellec, ainsi que des parcs relais, est estimé à 180 millions d'euros hors taxes, dont 125 pour le seul tramway. La mise en service est envisagée au plus tôt en 2024, avec le risque qu'un changement de majorité aux élections municipales de 2020 fasse capoter le projet. Une hypothèse repoussant le terminus de 500 m après l'hôpital Cavale pour aller jusqu'au Questel, où se trouvent un centre hippique et le fort du Questel est aussi envisagée : certains habitants, interviewés en février 2019 par Ouest-France, souhaitent que la ligne soit même prolongée jusqu'au Vern, lieu-dit proche du quartier de Mesnos. Brest Métropole envisage 11 stations pour cette ligne, avec la possibilité d'en ajouter une douzième à l'issue de la concertation publique.
Les résultats de la concertation publique font état d'une forte adhésion de la population au projet et dégage en grande partie le tracé de la ligne : le tracé de référence par Kergoat est validé sauf pour la rue du Duc-d'Aumale où des études devront être menées pour déterminer s'il est judicieux ou non de passer sous le porche et concernant le terminus au CHU l'option privilégiée est de faire passer le tramway sur le parvis, sous réserve de faisabilité, afin de faciliter une extension jusqu'à Questel, souhaitée par ses habitants.
En novembre 2021, les résultats de la concertation publique menée à l'automne permettent d'affiner certains éléments de la ligne, dont la mise en service est prévue pour 2026 : Le terminus à l'hôpital Cavale sera placé boulevard Tanguy-Prigent pour des questions de coût et pour faciliter tout prolongement vers le Questel, la liaison avec l'hôpital se fera par un « système mécanique » probablement couvert. Dans le quartier Bellevue, le tracé par Gascogne est maintenu mais revu face aux craintes des riverains afin de maintenir la rue de Lesneven dont la suppression était redoutée ; toutefois plus au sud, il reste à affiner le tracé au niveau de l'université de Bretagne-Occidentale.

### Construction de la ligne
Les travaux préparatoires incluant notamment la déviation des réseaux commencent le 3 avril 2023 et s'étaleront tout au long de l'année 2023, et sont menés concomitamment avec ceux du bus à haut niveau de service de Brest qui eux auront principalement lieu en 2024 ; les lignes du réseau Bibus seront adaptées dès le 22 mai,.

## Tracé et stations
La ligne B sera longue de 5,1 kilomètres. Elle sera implantée en site propre sauf sur quelques tronçons dont le pont de la Villeneuve.

### Tracé
Le tracé de la future ligne B du tramway de Brest débute au pied de la gare SNCF de Brest. Le tracé, commun avec le bus à haut niveau de service (BHNS), passera par l'avenue Clemenceau grâce à l'élargissement et au renforcement du pont Clemenceau actuel. Les deux lignes croiseront alors la ligne A du tramway déjà en service. Le tracé de la ligne B se séparera de la ligne D du BHNS au niveau du cinéma Multiplex Liberté. Il poursuivra son chemin vers la rue Duquesne et l'avenue Foch desservant la faculté de lettres et de médecine de l'Université de Bretagne Occidentale ainsi que la piscine Foch et l'hôpital Morvan. Le tramway de la ligne B continuera son chemin sur l'avenue Le Gorgeu grâce à la création d'un nouveau pont parallèle au pont Schuman existant. La ligne bifurque ensuite sur la rue de Kergoat, Duc d'Aumale et la rue Maréchal Vallée avant de franchir le vallon de Normandie grâce à la création d'un nouveau pont, le pont de Kergoat. Le tramway de la ligne B poursuivra son chemin sur l'avenue de Tarente et l'avenue de Provence reliant ainsi la patinoire et plus largement le quartier de Bellevue. La ligne B passera devant l'école de commerce Brest Business School avant de franchir la Penfeld avec l'élargissement du pont de la Villeneuve pour finir son parcours à côté de l'hôpital de la Cavale Blanche.

### Principaux ouvrages d'art
La ligne suivra en quasi-totalité la voirie communale et quelques routes départementales.  
Plusieurs ouvrages d'art seront modifiés ou construits : 
- Le pont de l'avenue Clémenceau (passage piétons entre la mairie et la rue de Siam sous l'avenue Clémenceau) sera consolidé.
- Le pont Robert-Schuman permettant de franchir le vallon du Moulin à Poudre. Il sera doublé pour faire passer la seconde ligne de tramway[23].
- Un pont sera construit pour permettre au tramway (mais aussi aux cyclistes et piétons) d’enjamber le vallon de Normandie dans le quartier de Bellevue[24].
- Le pont de la Villeneuve permettant de franchir la Penfeld. Il devra être consolidé pour permettre le passage du tram[25] et élargi pour permettre la circulation des vélos et piétons[24].

### Liste des stations
Une consultation citoyenne et un vote en ligne ont choisi les noms des stations en avril 2025.
|  |   |  | Station projetée Nom breton en italique        | Lat/Long | Communes | Correspondances                  |
|  | - |  | ---------------------------------------------- | -------- | -------- | -------------------------------- |
|  | ■ |  | CHU La Cavale / Ospital Ar Gazeg Wenn          |          | Brest    |                                  |
|  | • |  | Rives de Penfeld / Ribloù Penfeld              |          | Brest    |                                  |
|  | • |  | Le Bergot / Ar Bergot                          |          | Brest    |                                  |
|  | • |  | Patinoire / Poull-ruzikat                      |          | Brest    |                                  |
|  | • |  | Kergoat                                        |          | Brest    |                                  |
|  | • |  | Université / Skol-veur                         |          | Brest    |                                  |
|  | • |  | Yves Le Gallo – Cité U / Yves Le Gallo – Kêr U |          | Brest    |                                  |
|  | • |  | Albert Ier                                     |          | Brest    |                                  |
|  | • |  | CHU Morvan / Ospital Morvan                    |          | Brest    |                                  |
|  | • |  | Liberté – Quartz / Frankiz – Kouarz            |          | Brest    | A D                              |
|  | ■ |  | Gares / Porzh-houarn                           |          | Brest    | D TGV inOui, Ouigo, TER Bretagne |

## Exploitation
La ligne B sera exploitée par RD Brest, exploitant du réseau Bibus.

### Matériel roulant
Le matériel roulant devrait être pour partie le même que la ligne A, à savoir l'Alstom Citadis 302, complété par dix rames supplémentaires commandées en groupement avec Toulouse et Besançon; début avril 2023, c'est Alstom qui est choisi.
La première rame de la nouvelle série est présentée le 11 juillet 2025 sur le site d'Alstom à la Rochelle.

### Centre d'exploitation et de maintenance

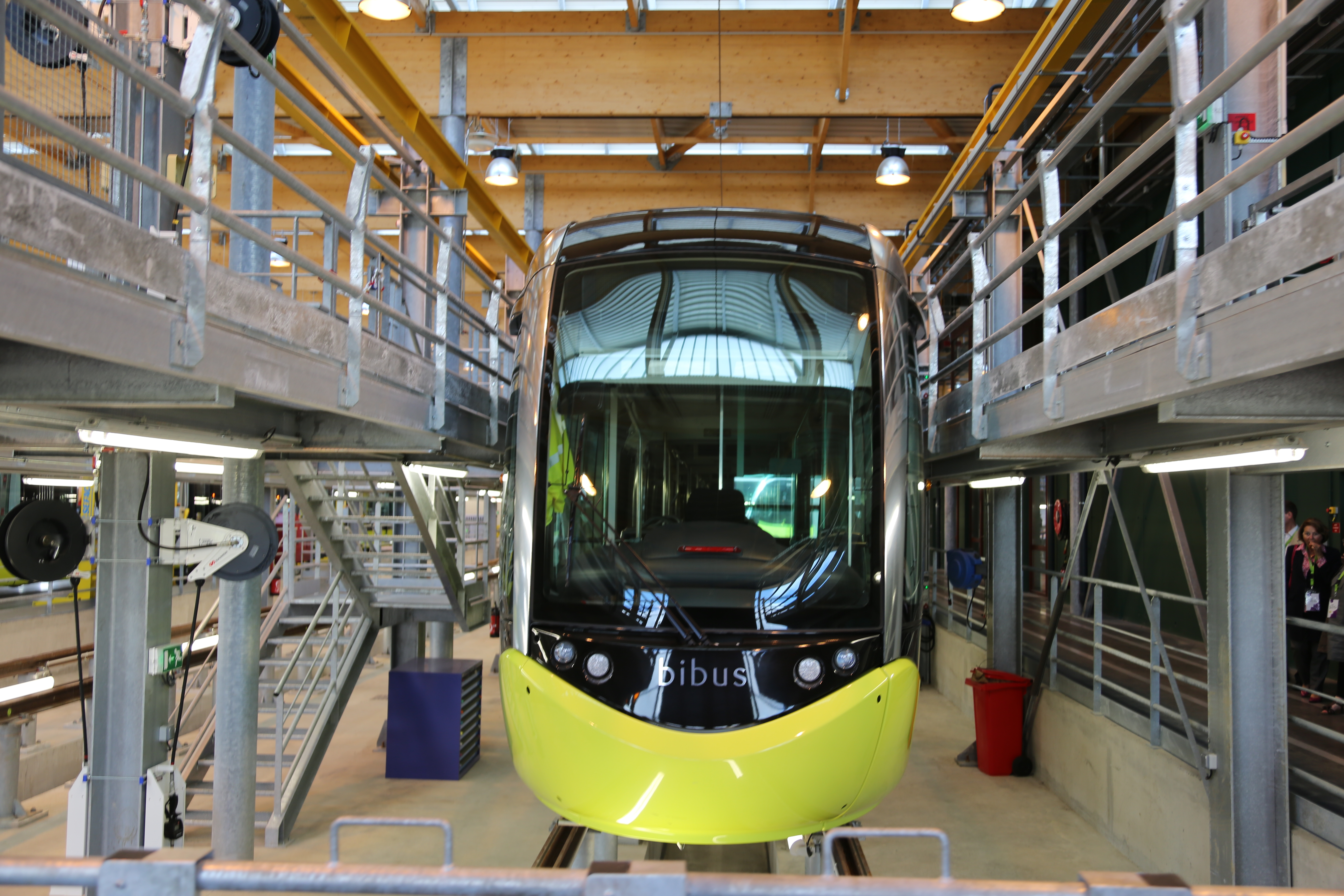
Une rame sur la voie de maintenance, avec les passerelles d'accès en toiture.

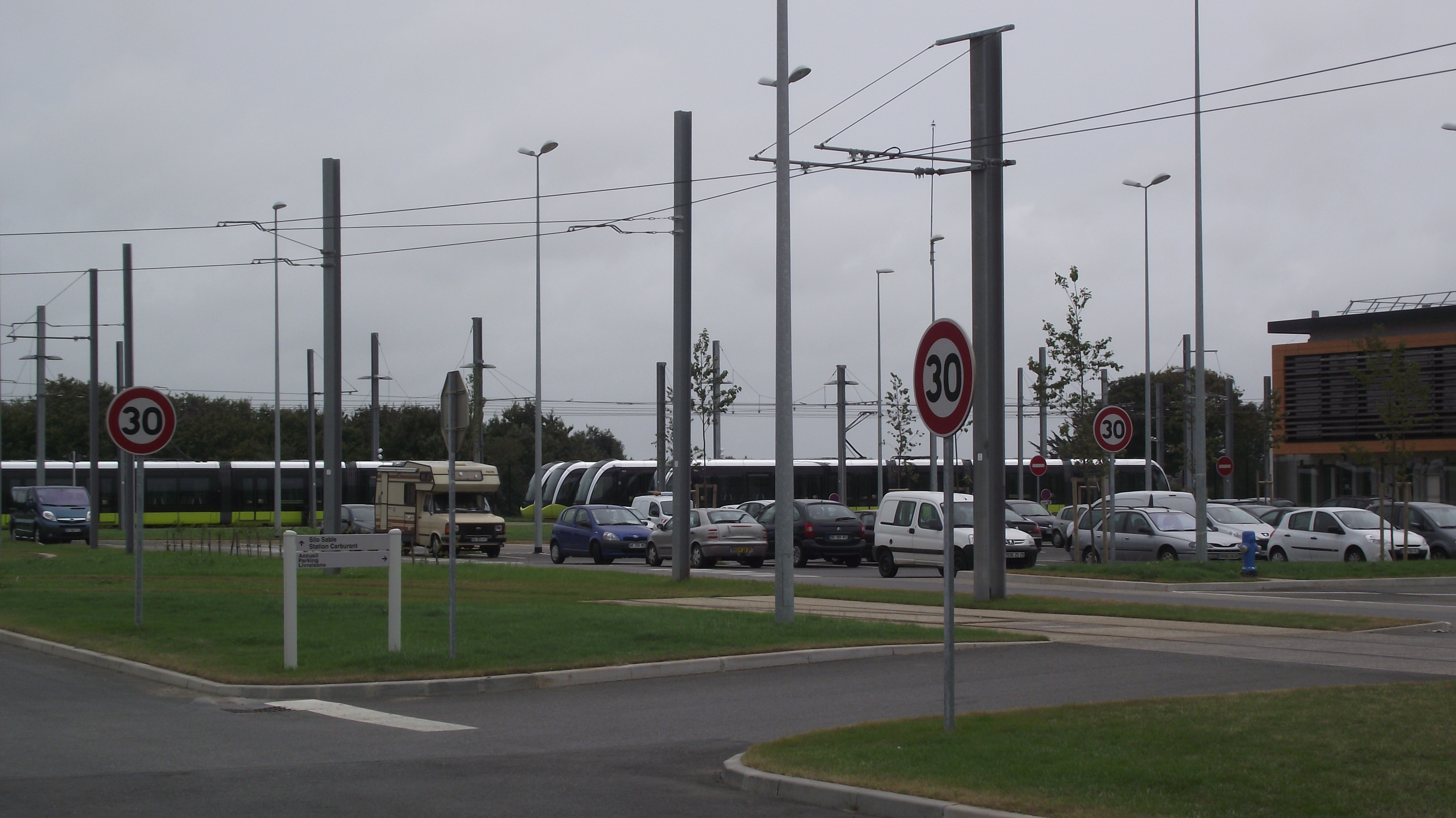
L'intérieur du CEMT, avec le remisage extérieur en arrière-plan.

Les rames de la ligne seront entretenues au Centre d'exploitation et de maintenance du tramway (CEMT). Il est relié à la ligne A au niveau de la station Porte de Plouzané par un accès en triangle permettant l'accès aussi bien depuis la station précitée que depuis l'est.

## Autour du tramway

### Tourisme
La ligne B desservira, du sud vers le nord, les lieux d'attraction et monuments suivant :
- la gare de Brest ;
- le jardin Kennedy ;
- la salle de spectacle Le Quartz ;
- la place de la Liberté et l'hôtel de ville ;
- l'hôpital Augustin-Morvan ;
- la faculté de Lettres de l'université de Bretagne-Occidentale ;
- le pont Robert-Schuman ;
- le campus de l'université de Bretagne-Occidentale ;
- le quartier de Kergoat ;
- l'église Notre-Dame du Bouguen et le jardin Toulic Ar Ran attenant ;
- le quartier de Bellevue ;
- la patinoire Rïnkla Stadium ;
- la Brest Business School ;
- le pont de la Villeneuve ;
- l'hôpital de la Cavale-Blanche.